# Крылов, Фёдор Иванович
Фёдор Иванович Крылов (28 февраля 1905, Алискино, Смоленская губерния — 5 июля 1962, Курган) — советский государственный и партийный деятель. Один из организаторов и руководителей партизанского движения в Смоленской области в годы Великой Отечественной войны, начальник управления внутренних дел по Курганской области (1955/56—1959), полковник госбезопасности.

## Биография
Фёдор Крылов родился 28 февраля 1905 года в деревне Большое Алискино Ивакино-Купровской волости Гжатского уезда Смоленской губернии, ныне деревня Алискино входит в Можайский городской округ Московской области.
С 16 лет работал делопроизводителем волисполкома, секретарём сельсовета, секретарём волостного комитета комсомола, секретарём сельской партийной ячейки, председателем правления сельпо, секретарём сельского парткома.
В 1935 году окончил 1-ю Московскую высшую коммунистическую сельскохозяйственную школу, ВПШ при ЦК ВКП(б).
В течение года работал заместителем директора Пурловской МТС по политчасти (ныне деревня входит в городской округ Кашира Московской области).
С 1936 по 1938 годы – слушатель Аграрного института красной профессуры.
По окончании института работал в Смоленском областном комитете ВКП(б): директор областных курсов пропагандистов, заместитель заведующего отделом пропаганды и агитации, секретарь обкома по пропаганде.
В июне-июле 1941 года по поручению командования Западного фронта руководил деятельностью истребительных отрядов и организацией задержания немецко-фашистских войск в Ильинском районе.
С ноября 1942 года работал в штабе партизанского движения руководителем группы по пропаганде, а затем с 23 июня 1943 г. по 27 сентября 1943 г  - начальником 3-го отдела (специальной информации) Западного штаба партизанского движения. Он был одним из организаторов партизанского подполья в районах Смоленской области. Активно вёл политмассовую работу среди партизан и населения оккупированной территории области. Работал в штабах партизанских отрядов и бригад, был непосредственно связан с партизанским полком имени Сергея Лазо, с 5-й Воргинской партизанской бригадой. На «большую землю» он возвращался только по вызовам для отчётов и получения новых заданий.  С  10 ноября 1942 г. по 23 июня 1943 г. являлся первым  секретарём  "Сельского" (Андреевского)  подпольного окружного комитета ВКП(б), включавшего Бельский, Ярцевский, Сафоновский, Вяземский, Сычёвский, Кармановский, Гжатский районы Смоленской области.
С 1944 по 1950 годы работал в Ростовской области: заместитель заведующего отделом обкома по пропаганде и агитации, первый секретарь Кировского районного комитета ВКП(б) города Ростов-на-Дону, директор Ростовского педагогического института.
В 1950 году Центральный Комитет партии направил Крылова на работу в Курганский областной комитет ВКП(б) в качестве секретаря обкома. Он занимался вопросами идеологической работы, затем взаимодействовал с правоохранительными и торгово-финансовыми органами.
В декабре 1955 года или в феврале 1956 года по решению Курганского обкома партии назначен начальником управления внутренних дел по Курганской области. В 1959 году по состоянию здоровья полковник госбезопасности Крылов ушёл в отставку.
Избирался членом Смоленского, Ростовского и Курганского обкомов ВКП(б), депутатом Курганского областного Совета депутатов трудящихся.
Фёдор Иванович Крылов умер 5 июля 1962 года.

## Награды
- Орден Красного Знамени, 9 апреля 1943 года[3]
- Медаль «Партизану Отечественной войны» I степени»,
- Медаль «За победу над Германией в Великой Отечественной войне 1941—1945 гг.»
- Медаль «За доблестный труд в Великой Отечественной войне 1941—1945 гг.»